# Exochus albifrons
Exochus albifrons là một loài tò vò trong họ Ichneumonidae.